# Микена
Микена (др.-греч. Μυκήνη) — персонаж греческой мифологии, дочь царя Аргоса Инаха и жена Арестора. Эпоним Микен.

## В мифологии
В античных источниках Микена упоминается как дочь Инаха (царя Аргоса) и океаниды Мелии, жена Арестора и по одной из версий мать Аргуса. Гомер в «Одиссее» называет Микену одной из самых умных ахейских женщин наряду с Тиро и Алкменой. Именно от её имени образовалось название города в Арголиде — Микены.